# Seufertshof
Seufertshof (fränkisch: Soibadshouf) ist ein Gemeindeteil des Marktes Oberscheinfeld im Landkreis Neustadt an der Aisch-Bad Windsheim (Mittelfranken, Bayern). Seufertshof liegt in der Gemarkung Oberscheinfeld.

## Geografie
Die Einöde liegt auf einer Anhöhe und ist von den Feldern Vierzig Morgen umgeben. Eine Anliegerstraße führt zur Staatsstraße 2257 (0,7 km südlich).

## Geschichte
Der Ort wurde 1376 als „Berger“ erstmals urkundlich erwähnt. Genau so wurde das benachbarte Herrnberg genannt. Zur Unterscheidung wurde der Ort 1457 „Seybotsberge“ genannt, 1482 „Seubothshoff“. Das Bestimmungswort ist der Familienname Seibot, den Erbauern des Anwesens. Seufertshof lag im Fraischbezirk des bambergischen Amtes Oberscheinfeld. Das Juliusspital Würzburg war Grundherr des Anwesens.
Im Rahmen des Gemeindeedikts (frühes 19. Jahrhundert) wurde Seufertshof dem Steuerdistrikt Iphofen und der Ruralgemeinde Ziegenbach zugeordnet. Vor 1837 erfolgte die Umgemeindung nach Oberscheinfeld.

### Einwohnerentwicklung
| Jahr      | 001818 | 001836 | 001861 | 001871 | 001885 | 001900 | 001925 | 001950 | 001961 | 001970 | 001987 |
| Einwohner | 6      | 11     | 8      | 12     | 10     | 7      | 8      | 8      | 5      | 3      | 2      |
| Häuser    | 1      | 1      |        |        | 1      | 1      | 1      | 1      | 1      |        | 1      |
| Quelle    | [ 8 ]  | [ 10 ] | [ 13 ] | [ 14 ] | [ 15 ] | [ 16 ] | [ 17 ] | [ 18 ] | [ 19 ] | [ 20 ] | [ 1 ]  |

## Religion
Seufertshof ist römisch-katholisch geprägt und nach St. Gallus (Oberscheinfeld) gepfarrt.